# Nordgu
Nordgu är en paraplyorganisation för nordiska nykterhetsorganisationer för ungdomar, bildad 1972. Alla medlemsorganisationer inom Nordgu följer IOGT Internationals plattform. Nordgu har åtta medlemsorganisationer från alla Nordens länder. Sen 2005 har organisationen ett nära samarbete med den europeiska nykterhetsorganisationen Active som de nu delar kontor och personal med. Vartannat år hålls rådsmöte där en ny styrelse väljs.

## Medlemsorganisationer
Nordgu består av följande organisationer::
- Juvente, Norge
- Juba, Norge
- Junis, Sverige
- UNF Sverige
- Nykterhetsrörelsens scoutförbund (NSF), Sverige
- Núll prósent, Island
- Ung Aktiv Edrú, Färöarna
- UNF Finland